# Carea semipallida
Carea semipallida är en fjärilsart som beskrevs av Louis Beethoven Prout 1924. Carea semipallida ingår i släktet Carea och familjen trågspinnare. Inga underarter finns listade i Catalogue of Life.